# Liste des conseillers départementaux de Loir-et-Cher
Cet article présente la composition du Conseil départemental de Loir-et-Cher ainsi que ses élus à partir de 2015.
 (janvier 2022).

## Assemblée départementale
Le Conseil départemental de Loir-et-Cher est présidé par Nicolas Perruchot (LR). 
Il comprend 30 conseillers départementaux, issus des 15 cantons du Loir-et-Cher. 
| Parti                                | Sigle | Sigle | Élus | Groupes                    |
| ------------------------------------ | ----- | ----- | ---- | -------------------------- |
| Majorité (22 sièges)                 |       |       |      |                            |
| Union des démocrates et indépendants |       | UDI   | 8    | Union pour le Loir-et-Cher |
| Divers droite                        |       | DVD   | 2    | Union pour le Loir-et-Cher |
| VIA, la voie du peuple               |       | VIA   | 1    | Union pour le Loir-et-Cher |
| Les Républicains                     |       | LR    | 8    | Républicains               |
| Mouvement démocrate                  |       | MoDem | 3    | MoDem                      |
| Minorité (7 sièges)                  |       |       |      |                            |
| Divers gauche                        |       | DVG   | 5    | Le Loir-et-Cher autrement  |
| Parti socialiste                     |       | PS    | 2    | Le Loir-et-Cher autrement  |
| Opposition (1 siège)                 |       |       |      |                            |
| Génération.s                         |       | G.s   | 1    | Non-inscrit                |
| Président du Conseil départemental   |       |       |      |                            |
| Nicolas Perruchot (LR)               |       |       |      |                            |

## Liste des conseillers départementaux de Loir-et-Cher
| Canton               | 2015-2021               | Parti | Parti  | 2021-2027               | Parti | Parti |
| -------------------- | ----------------------- | ----- | ------ | ----------------------- | ----- | ----- |
| Beauce               | Claude Denis            |       | LR     | Pascal Huguet           |       |       |
| Beauce               | Maryse Persillard       |       | UDI    | Maryse Persillard       |       |       |
| Blois-1              | Geneviève Baraban       |       | PS     | Benjamin Vételé         |       |       |
| Blois-1              | Benjamin Vételé         |       | G.s    | Hanan El Adraoui        |       |       |
| Blois-2              | Stéphane Baudu          |       | MoDem  | Stéphane Baudu          |       |       |
| Blois-2              | Marie-Hélène Millet     |       | MoDem  | Marie-Hélène Millet     |       |       |
| Blois-3              | Michel Fromet           |       | PS     | Geneviève Repinçay      |       |       |
| Blois-3              | Geneviève Repinçay      |       | DVG    | Michel Fromet           |       |       |
| Chambord             | Gilles Clément          |       | app PS | Guillaume Peltier       |       | REC   |
| Chambord             | Patricia Hannon         |       | DVG    | Virginie Verneret       |       |       |
| Montoire-sur-le-Loir | Claire Foucher-Maupetit |       | DVD    | Claire Foucher-Maupetit |       |       |
| Montoire-sur-le-Loir | Maurice Leroy           |       | UDI    | Philippe Mercier        |       |       |
| Montrichard          | Dominique Chaumeil      |       | VIA    | Élodie Péan             |       |       |
| Montrichard          | Jean-Marie Janssens     |       | UDI    | Jacques Paoletti        |       |       |
| Onzain               | Catherine Lheritier     |       | LR     | Catherine Lhéritier     |       |       |
| Onzain               | Nicolas Perruchot       |       | LR     | Yves Lecuir             |       |       |
| Perche               | Florence Doucet         |       | UDI    | Bernard Pillefer        |       |       |
| Perche               | Bernard Pillefer        |       | DVD    | Florence Doucet         |       |       |
| Romorantin-Lanthenay | Louis de Redon          |       | MoDem  | Tania André             |       |       |
| Romorantin-Lanthenay | Isabelle Hermsdorff     |       | LR     | Bruno Harnois           |       |       |
| Saint-Aignan         | Marie-Pierre Beau       |       | UDI    | Philippe Sartori        |       |       |
| Saint-Aignan         | Philippe Sartori        |       | UDI    | Marie-Pierre Beau       |       |       |
| Selles-sur-Cher      | Christina Brown         |       | LR     | Christophe Thorin       |       |       |
| Selles-sur-Cher      | Jacques Marier          |       | LR     | Angélique Dubé          |       |       |
| Sologne              | Pascal Bioulac          |       | LR     | Pascal Bioulac          |       |       |
| Sologne              | Isabelle Gasselin       |       | LR     | Agnès Thibault          |       |       |
| Vendôme              | Pascal Brindeau         |       | UDI    | Philippe Gouet          |       |       |
| Vendôme              | Monique Gibotteau       |       | UDI    | Monique Gibotteau       |       |       |
| Vineuil              | Michel Contour          |       | DVG    | Michel Contour          |       |       |
| Vineuil              | Lionella Gallard        |       | DVG    | Lionella Gallard        |       |       |